# Quand tout Recommence
Quand tout Recommence è il dodicesimo album in studio (il terzo in lingua francese) della cantante australiana Tina Arena, pubblicato nel 2018.

## Tracce
1. Regarde – 3:00 (Frédéric Volovitch)
2. La Riviera – 3:59 (Delta, François Welgryn)
3. L'ombre de ma voix – 3:30 (Keren Rose, Régis Ceccarelli)
4. Toi blessé – 3:44 (Antoine Elie)
5. I Was Here – 2:56 (Pierre-Dominique Burgaud, Alain Lanty)
6. Las Vegas – 3:35 (Welgryn, William Rousseau)
7. Tant que tu es là – 3:33 (Alexandra Maquet, Mark Weld)
8. Les balles à blanc – 2:55 (Pierre Riess, Lanty)
9. Quand tout Recommence – 3:32 (Caruso, Alexandra Maquet, Mark Hekic)
10. L'empire des lumières – 3:11 (Delta, Welgryn)
11. Parfait – 3:17 (Delta, Welgryn)